# Leptopelis karissimbensis
Espèce
Statut de conservation UICN

 VU  : Vulnérable
Leptopelis karissimbensis est une espèce d'amphibiens de la famille des Arthroleptidae.

## Répartition
Cette espèce se rencontre entre 2 000 et 2 800 m d'altitude dans le nord-est du Congo-Kinshasa, dans le sud-ouest de l'Ouganda et au Rwanda,.
Sa présence est incertaine au Burundi.

## Étymologie
Son nom d'espèce, composé de karissimb[i] et du suffixe latin -ensis, « qui vit dans, qui habite », lui a été donné en référence au lieu de sa découverte, la ville de Mtulia Gama am Karissimbi au Rwanda.

## Publication originale
- Ahl, 1929 : Zur Kenntnis der afrikanischen Baumfrosch-Gattung Leptopelis. Sitzungsberichte der Gesellschaft Naturforschender Freunde zu Berlin, vol. 1929, p. 185-222.